# Lucas Silva (ur. 1993)
Lucas Silva Borges (ur. 16 lutego 1993 w Goiás) – brazylijski piłkarz występujący na pozycji defensywnego lub środkowego pomocnika w brazylijskim klubie Cruzeiro EC.

## Kariera klubowa
Silva dołączył do akademii Cruzeiro EC jako 14-latek, w 2007 roku. W pierwszym roku zastanawiano się nad wyrzuceniem go z akademii, jednak zdołał przekonać trenerów do pozostania w klubie.
W 2012 roku został wypożyczony do Nacional de Nova Serrana. 10 marca 2012 roku zadebiutował w seniorskiej piłce, w meczu Campeonato Mineiro przeciwko Atlético Mineiro.
26 kwietnia 2012 roku po powrocie do Cruzeiro, został definitywnie włączony do pierwszej drużyny. 18 lipca zadebiutował w Serie A, wchodząc w drugiej połowie meczu z Portuguesą.
23 stycznia 2015 roku został zawodnikiem Realu Madryt. Podpisał kontrakt do lipca 2020 roku.
27 sierpnia 2015 roku został wypożyczony do Olympique Marsylia.
31 stycznia 2017 roku został wypożyczony do brazylijskiego klubu Cruzeiro EC.
3 września 2019 Real Madryt i Silva za obopólną zgodą rozwiązali umowę.

## Sukcesy
Cruzeiro
- Mistrzostwo Brazylii: 2013, 2014
- Puchar Brazylii: 2017, 2018
- Campeonato Mineiro: 2014

Brazylia
- Turniej w Tulonie: 2014